# Klagesmarkt

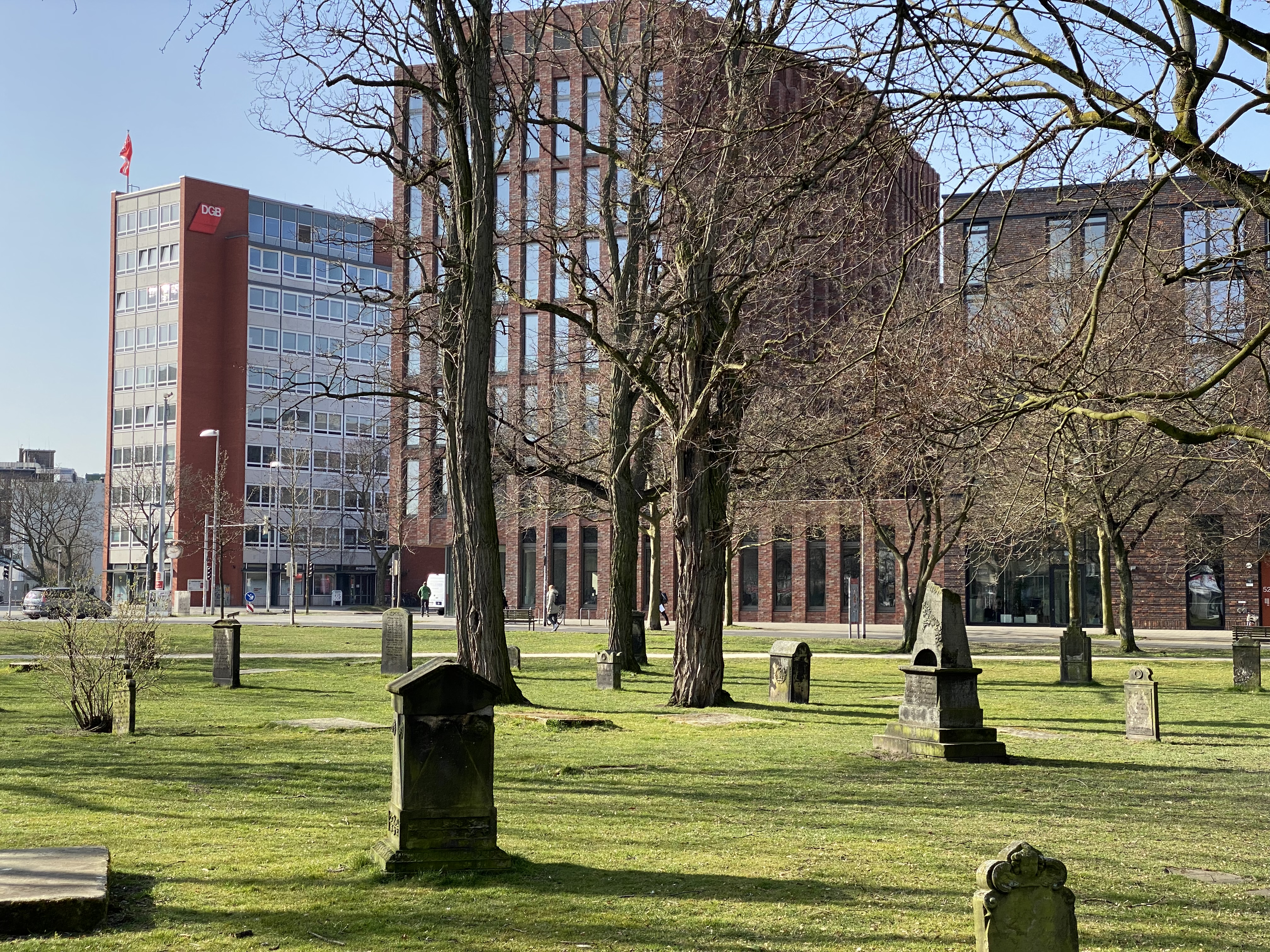
Klagesmarkt nach der Neubebauung. Im Hintergrund das Gewerkschaftshaus. 2022

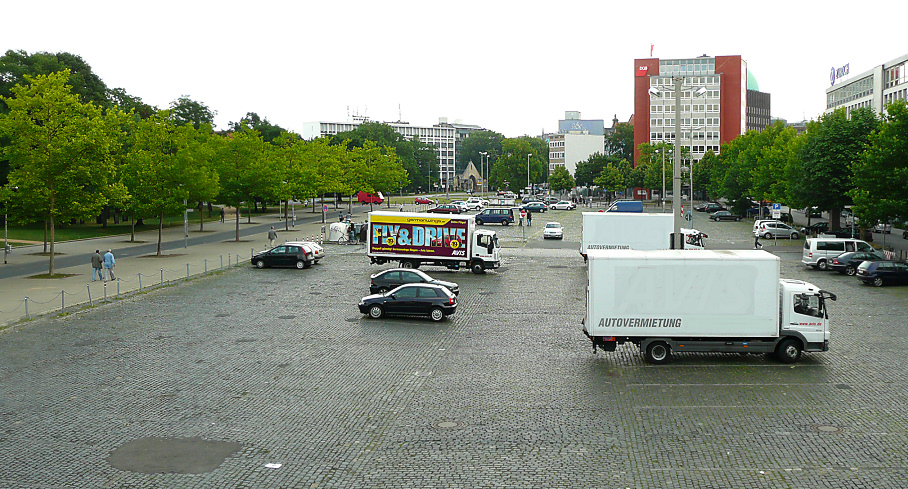
Der Klagesmarkt als Parkplatz vor der Umgestaltung, Blick auf das rotweiße Gewerkschaftshaus des DGB Niedersachsen und die Nikolaikapelle (Bildmitte hinten), 2009

Der Klagesmarkt in Hannover ist ein gepflasterter Platz im Stadtteil Mitte, der vermutlich bereits im 14. Jahrhundert entstanden ist und seither hauptsächlich als Marktplatz diente. Von 2013 bis 2017 wurde er im Zuge des Projektes Hannover City 2020 + im südöstlichen Teil bebaut; der nordwestliche Teil wird weiterhin als Parkplatz und Wochenmarkt genutzt.

## Lage
Der Klagesmarkt liegt zwischen der Celler Straße beziehungsweise der Otto-Brenner-Straße und der Christuskirche. Auf östlicher Seite erstreckt sich bis Höhe der Straße Postkamp der zur innerstädtischen Parkanlage umgestaltete, alte St.-Nikolai-Friedhof. Auf westlicher Seite liegt ein für den Stadtteil typisches Wohn- und Geschäftsgebiet mit Bauten aus der Nachkriegszeit. Das Gewerkschaftshaus des DGB am südlichen Platzende bildet städtebaulich das Pendant zur Christuskirche. Das etwa 50 Meter breite und 350 Meter lange Areal des Platzes ist umgrenzt von Straßen und einer alleeartigen Zone für Fußgänger sowie Fahrradfahrer, die entlang der nordöstlichen Platzseite verläuft. In der Zeit von 2000 bis 2013 wurde mit Klagesmarkt als Veranstaltungsort oft der damals knapp 7500 m² große gepflasterte südliche Teil des Areals bezeichnet.

## Geschichte

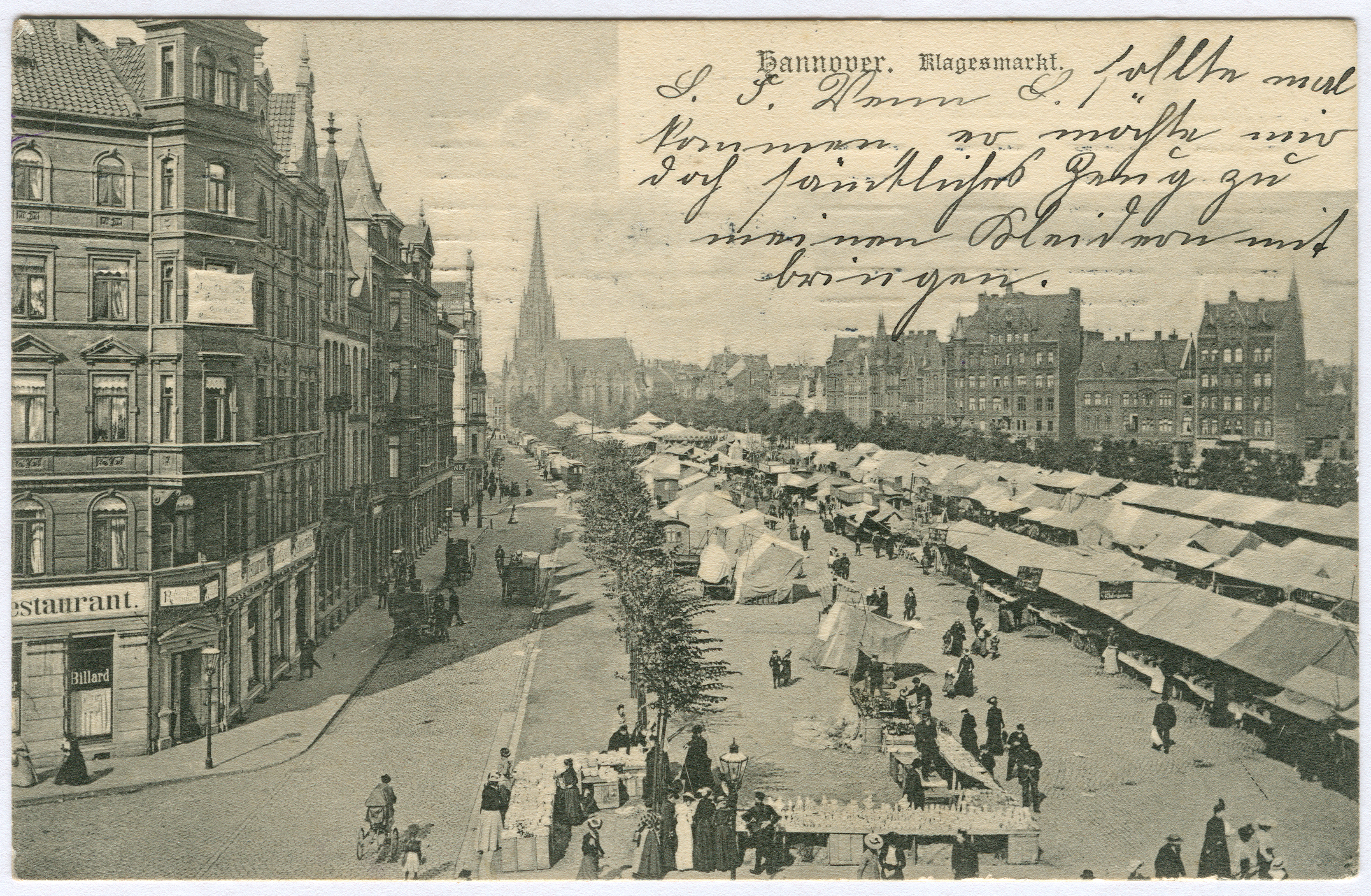
Markttreiben um 1900;
Ansichtskarte Nr. 944 Karl F. Wunder

Der Klagesmarkt entstand vermutlich im 14. Jahrhundert als vor dem Steintor gelegener Marktplatz und als Richtstätte. Der Name leitet sich von dem Heiligen Nikolaus (niederdeutsch „Sünte Klaas“, später „Sünte Klages“) ab. Die Benennung erfolgte erst um 1845 und bezieht sich auf die südlich des Platzes gelegene Nikolaikapelle: Sie war die Kirche des dort im Mittelalter befindlichen Stiftes für Alte, Kranke und Aussätzige. Eine 1740 erschienene Ansicht zeigt die Nikolai-Kapelle und das Steintor von Hannover sowie den Bereich, in dem sich der Klagesmarkt befindet.
Sie ist in dem von Bürgermeister Christian Ulrich Grupen geschriebenen Buch Origines Et Antiqvitates Hanoverenses… als Kupferstich von J. G. Schmidt, Br(unsviga) enthalten und wurde von der Herzog August Bibliothek Wolfenbüttel digitalisiert.
Nach den 1468 erstmals erwähnten Schützenfesten auf dem Gelände der geschleiften Burg Lauenrode wurde 1573/74 am Klagesmarkt das erste Schützenhaus Hannovers erbaut. Die Nutzung des Klagesmarktes als Schützenplatz fand erst 1827 ein Ende, nachdem von Laves ein neues Schützenhaus in der Ohe errichtet wurde; etwa dort, wo sich heute die HDI-Arena befindet.
Später fanden auf dem Klagesmarkt hauptsächlich Gemüse-, Vieh- und Jahrmärkte statt innerhalb einer nur verstreut bebauten Feldflur.
Für die ab Mitte des 19. Jahrhunderts schnell wachsende Stadtgemeinde wurde 1859–1864 die nördlich angrenzende Christuskirche errichtet. Etwa zur gleichen Zeit entstand auf halber Höhe das, von Conrad Wilhelm Hase für den Apotheker Thilo Bergmann (Sohn des damaligen hannoverschen Kultusministers Heinrich Bergmann) gebaute, Apothekerhaus.
1914 verlegte Johann Weishäupl, der bald zu einem der größten Fleischwarenfabrikanten aufsteigen sollte, sein am Engelbosteler Damm eröffnetes erstes Geschäft zum Klagesmarkt 10.

### 20. Jahrhundert
Anfang des 20. Jahrhunderts, insbesondere infolge der wirtschaftlichen Notlage nach dem Ersten Weltkrieg, war der Klagesmarkt auch erstmals Schauplatz von politischen Großveranstaltungen. Zur „Verbesserung der Verhältnisse“ wurde der Platz 1926/27 vollständig gepflastert.
In Vorbereitung auf den erwarteten Luftkrieg wurde 1939 unter dem Einsatz von Zwangsarbeitern ein unterirdischer Luftschutzbunker gebaut.
Noch 1942 fand in den Sommermonaten täglich ein Großmarkt auf dem Platz statt, in den Ställen von Haus Nr. 32 monatlich ein Pferde- und Schweinemarkt. In den 1950er Jahren wurde der Platz nicht mehr für Großmärkte genutzt, nachdem der neue Großmarkt am Tönniesberg eröffnet worden war. Während der Luftangriffe auf Hannover im Zweiten Weltkrieg blieb der unterirdische Bunker intakt, wurde aber später von der britischen Militärverwaltung unbrauchbar gemacht und versiegelt.
Seit den 1950er Jahren war der Klagesmarkt der Veranstaltungsort für die Kundgebungen des Deutschen Gewerkschaftsbundes zum 1. Mai, an der sich regelmäßig über 10.000 Personen beteiligten. Seit Ende der 1970er Jahre fand nach den Mai-Kundgebungen auf dem Klagesmarkt ein großes Familienfest mit zahlreichen Ständen der Gewerkschaften und weiterer demokratischer Gruppen statt. Die letzte Mai-Kundgebung fand wegen der Umbauten 2013 statt. Danach fanden sie auf dem Trammplatz und später auf dem Platz an der Goseriede vor dem alten Gewerkschaftshaus Tiedthof statt.
Auf dem Klagesmarkt fand am 31. März 1979 mit etwa 100.000 Teilnehmern die bis dahin größte Anti-Atom-Demonstration und bis heute größte Demonstration Niedersachsens statt. Es war die Abschlusskundgebung des eine Woche zuvor im Wendland gestarteten Gorleben-Trecks mit rund 500 Traktoren.
Mit Ablösung der oberirdischen Straßenbahnverbindung durch die neue Stadtbahntrasse C-Nord und Sperrung der vierspurigen Durchgangsstraße für den Autoverkehr entstand am Klagesmarkt 1993 als Übergangslösung eine langgestreckte Parkplatzfläche. Seine jetzige Gestalt – abgesehen von den Umbaumaßnahmen ab 2013 im südlichen Bereich – erhielt der Platz dann im Zusammenhang mit den Vorbereitungen zur EXPO 2000 in Hannover.

### Funktion bis 2013 und heute

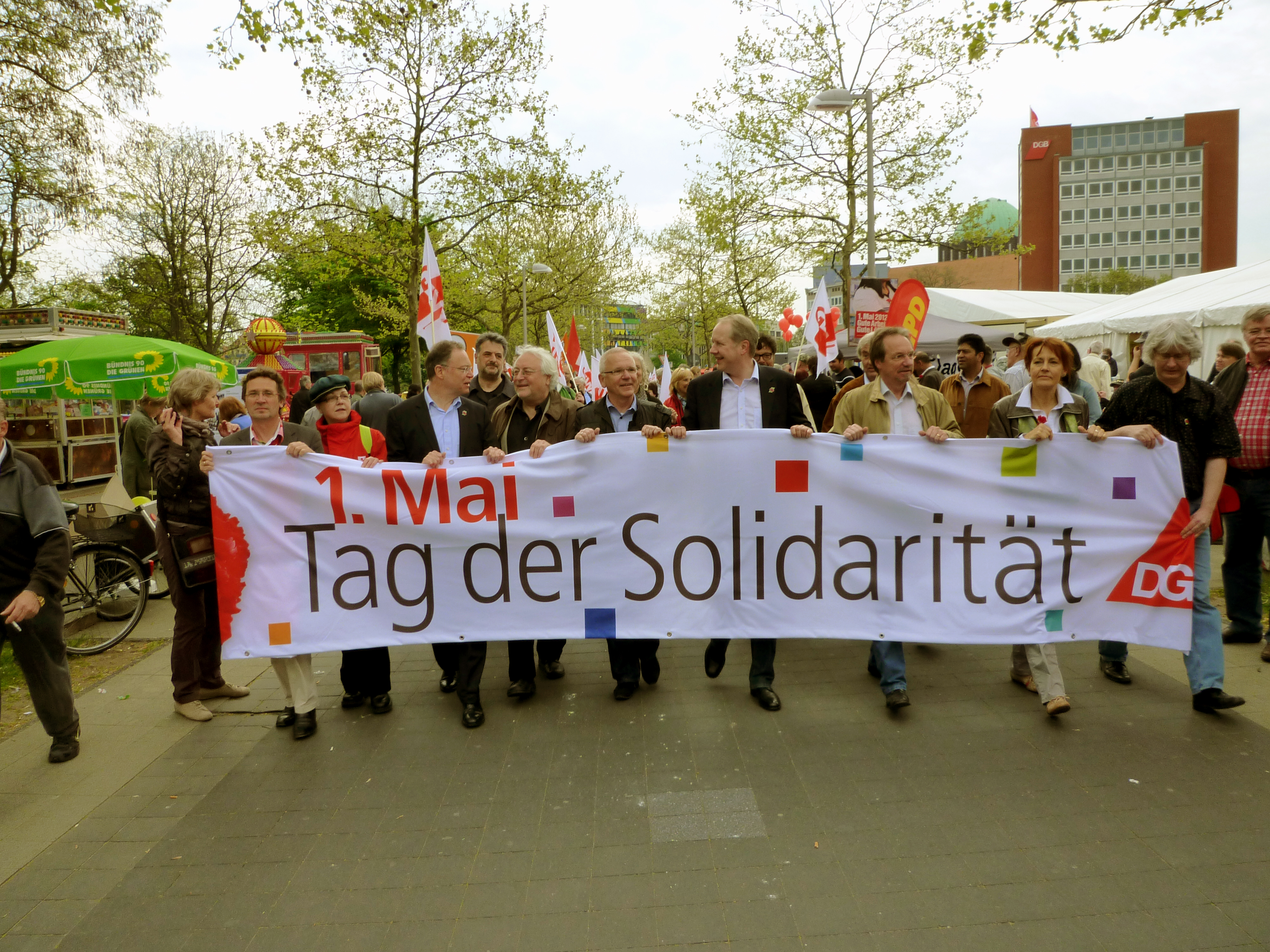
Einzug von Gewerkschaftern und Politikern am Ersten Mai 2012, dem „Tag der Solidarität“ auf dem Klagesmarkt; im Hintergrund das Gewerkschaftshaus Hannover

Als große innerstädtische Freifläche in zentraler Lage war der Klagesmarkt bis 2013 traditioneller Standort für gewerkschaftliche und politische Großveranstaltungen, wie Tag der Arbeit. Darüber hinaus hatte sich die östlich anschließende Fußgängerzone in den 2000er Jahren als Treff- und Übungsort der lokalen Skater-Szene etabliert. Der asphaltierte, von Bäumen und einer halbhohen Mauer gesäumten, nördliche Teil ist deutlich schmaler als der südliche gestaltet und hat eine Nutzfläche von etwa 2000 m². Hier findet dienstags und samstags ein traditioneller Wochenmarkt statt. Den Abschluss zu City-Ring und Christuskirche bildet ein kleiner Platz, auf dem sich acht Sitzbänke um einen Schalenbrunnen gruppieren. Trotz der seit Juni 2013 eingeschränkten Nutzfläche ist der Klagesmarkt weiterhin Veranstaltungsort beziehungsweise Start- und Schlusspunkt von beispielsweise politischen Demonstrationen oder Fahrrad- und Skate-Nachtfahrten. Großveranstaltungen sind hier aber nicht mehr möglich. Die jährliche Veranstaltung zum 1. Mai fanden seit 2014 zunächst auf dem Trammplatz und finden danach bis heute an der Goseriede vor dem Tiedthof statt.

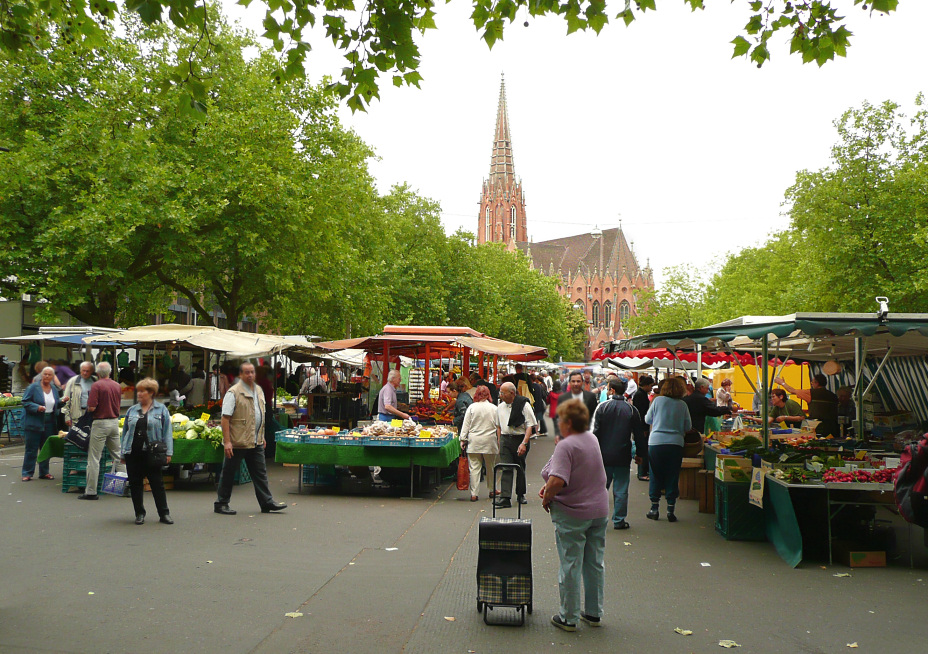
Wochenmarkt im nördlichen Bereich des Klagesmarktes, dahinter die Christuskirche
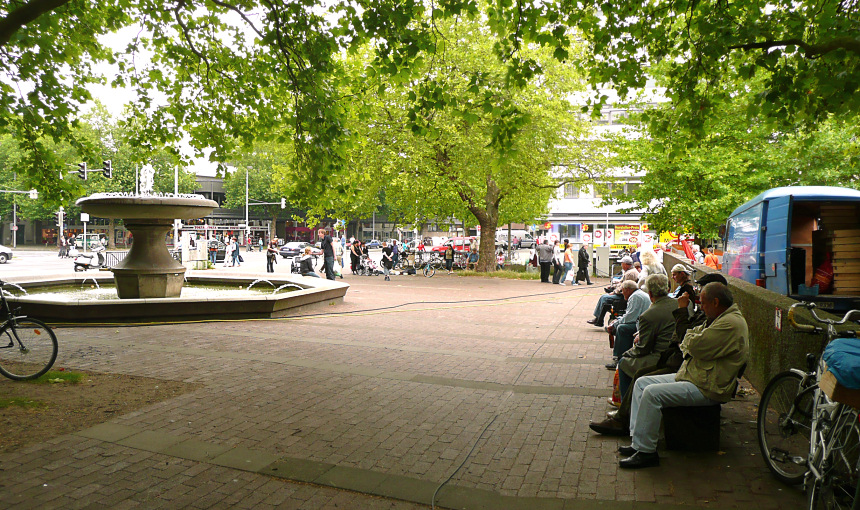
Platz mit Schalenbrunnen am nördlichen Ende
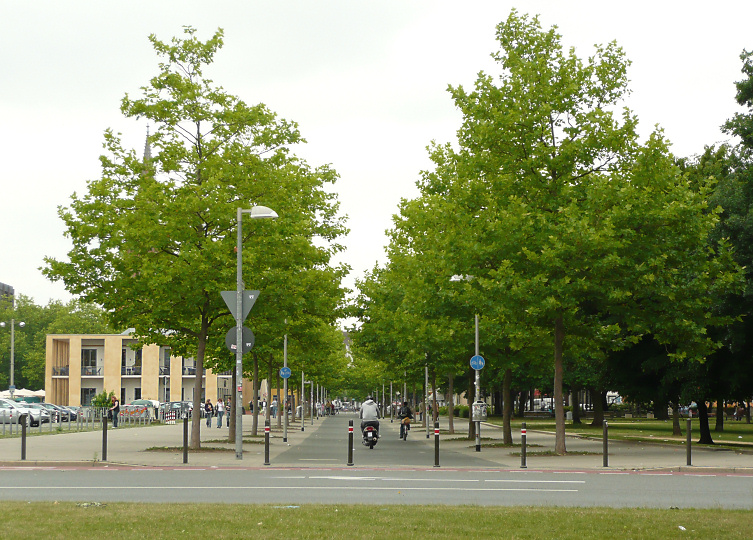
Fußgänger- und Radfahrerallee an der Ostseite, links Pavillon mit Gaststätte

### Bebauung östlicher Teil, 2013 bis 2017

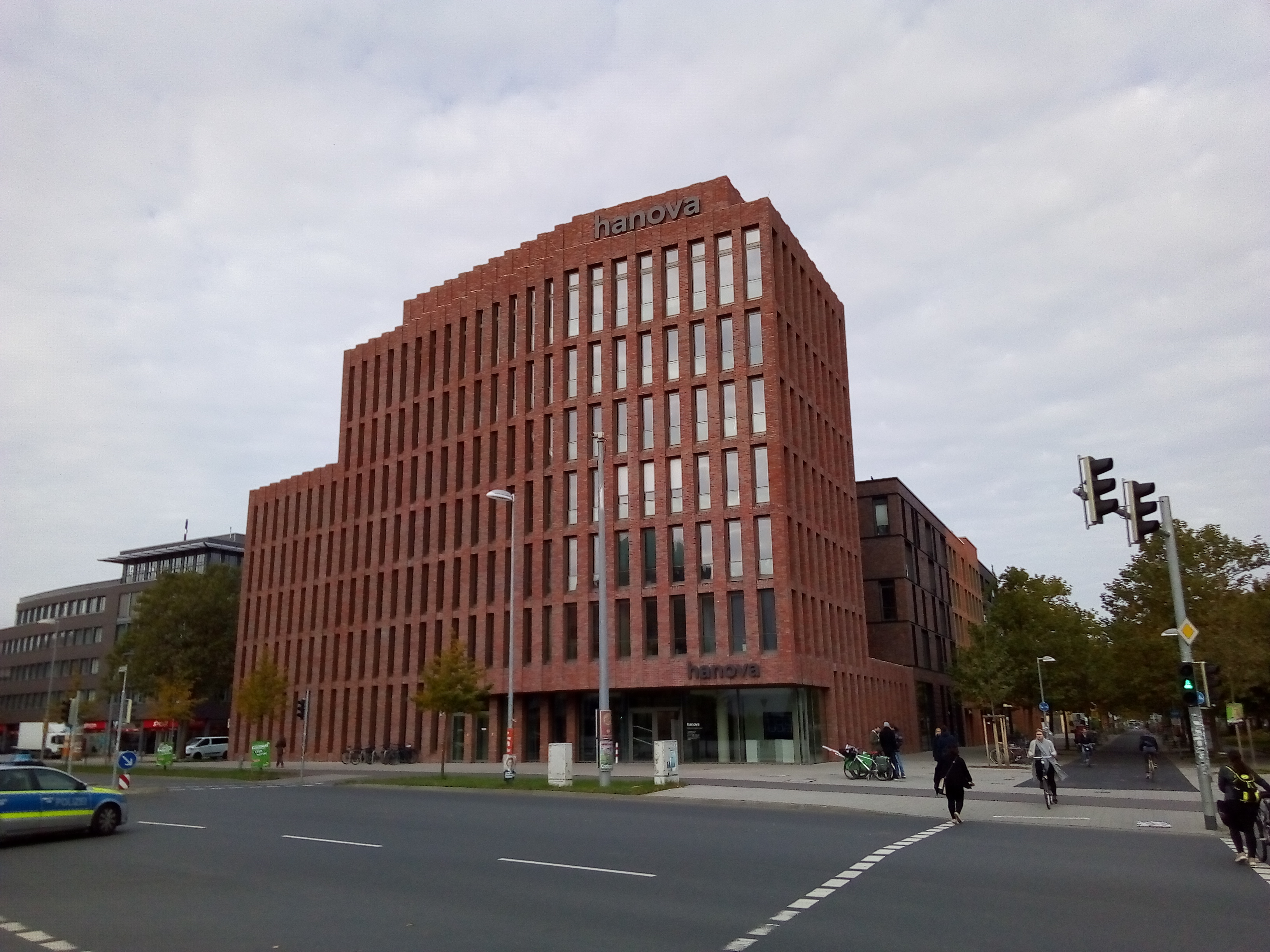
Hanova Zentrale, Klagesmarkt – Otto-Brenner-Straße

Im Rahmen des Projekts Hannover City 2020 + gab es seit 2010 kontrovers diskutierte Überlegungen, einzelne Bereiche des Platzes durch Neubauten aufzuwerten, wodurch sich der Platz verkleinern und seine Funktion als Veranstaltungsort verlieren würde. Der städtebaulich-landschaftsplanerische Ideenwettbewerb wurde im Juni 2010 abgeschlossen. Der Siegervorschlag sieht vor, die gesamte Parkplatzfläche mit mehrstöckigen Büro- und Geschäftshäusern zu überbauen. Auch eine Neupositionierung der historischen Grabsteine auf dem St.-Nikolai-Friedhof wurde angeregt. Der überdimensionierte Kreisel wurde 2012 unter Halbierung der einmündenden Fahrspuren zur einfachen Kreuzung zurückgebaut.
Anfang 2012 hat der Stadtrat den Verkauf und die Bebauung gegenüber dem DGB-Gewerkschaftshaus beschlossen. Trotz verfeinerter Entwürfe, die Stadtbaurat Uwe Bodemann im März 2012 vorgestellt hatte, hat sich dagegen ein Aktionsbündnis Neuer Klagesmarkt gebildet, bestehend aus (Stand: März 2012)
Attac Hannover, Die Linke. Fraktion im Rat der Landeshauptstadt Hannover (LHH), Die Linke. Kreisverband Region Hannover, FDP-Fraktion im Rat der LHH, Junge Liberale in Hannover und Piratenpartei Regionsverband Hannover.
In den Jahren 2013 bis 2014 wurde der unterirdische Luftschutzbunker unter dem südlichen Teil des Klagesmarktes abgerissen und die Grube verfüllt. Die Baustelle wurde an die kommunale Wohnungsbaugesellschaft GBH übergeben. Von 2014 bis 2016 entstanden dort eine Tiefgarage und darüber mehrere Wohn- und Geschäftsgebäude. Richtfest war am 2. Februar 2016. Das Haus an der Otto-Brenner-Straße ist seit dem 6. Dezember 2016 die neue Zentrale des Gleichordnungskonzerns Hanova. Hanova ist seit 2016 die neue Dachmarke der GBH und der ebenfalls kommunalen Immobiliengesellschaft Union-Boden, die bereits seit 2012 zusammen als Gleichordnungskonzern arbeiten. Die 100 Wohnungen und die Kindertagesstätte wurden 2017 bezugsfertig.

### Weitere Bauten im mittleren Teil
2019 gab die Stadt Hannover bekannt, dass in sechs neuen Gebäuden im Anschluss an die bisherigen Neubauten 80 bis 90 neue Mietwohnungen entstehen sollen. Nach einem von der Stadt Hannover initiierten Architektenwettbewerb, den drei verschiedene Architekturbüros aus Hamburg (KBNK Architekten), Frankfurt am Main (Büro Stefan Forster) und Hannover (Gruppeomp) gewannen, sollen durch diese Siegerbüros von 2020 an je zwei Häuser im Auftrag eines Hamburger Wohnungsunternehmens realisiert werden.

## Informationstafeln
Im Jahr 2018 errichtete die Stadt Hannover in Zusammenarbeit mit dem Deutschen Gewerkschaftsbund und der IG Metall im südlichen Teil drei Informationstafeln zur Geschichte des Klagesmarkts.

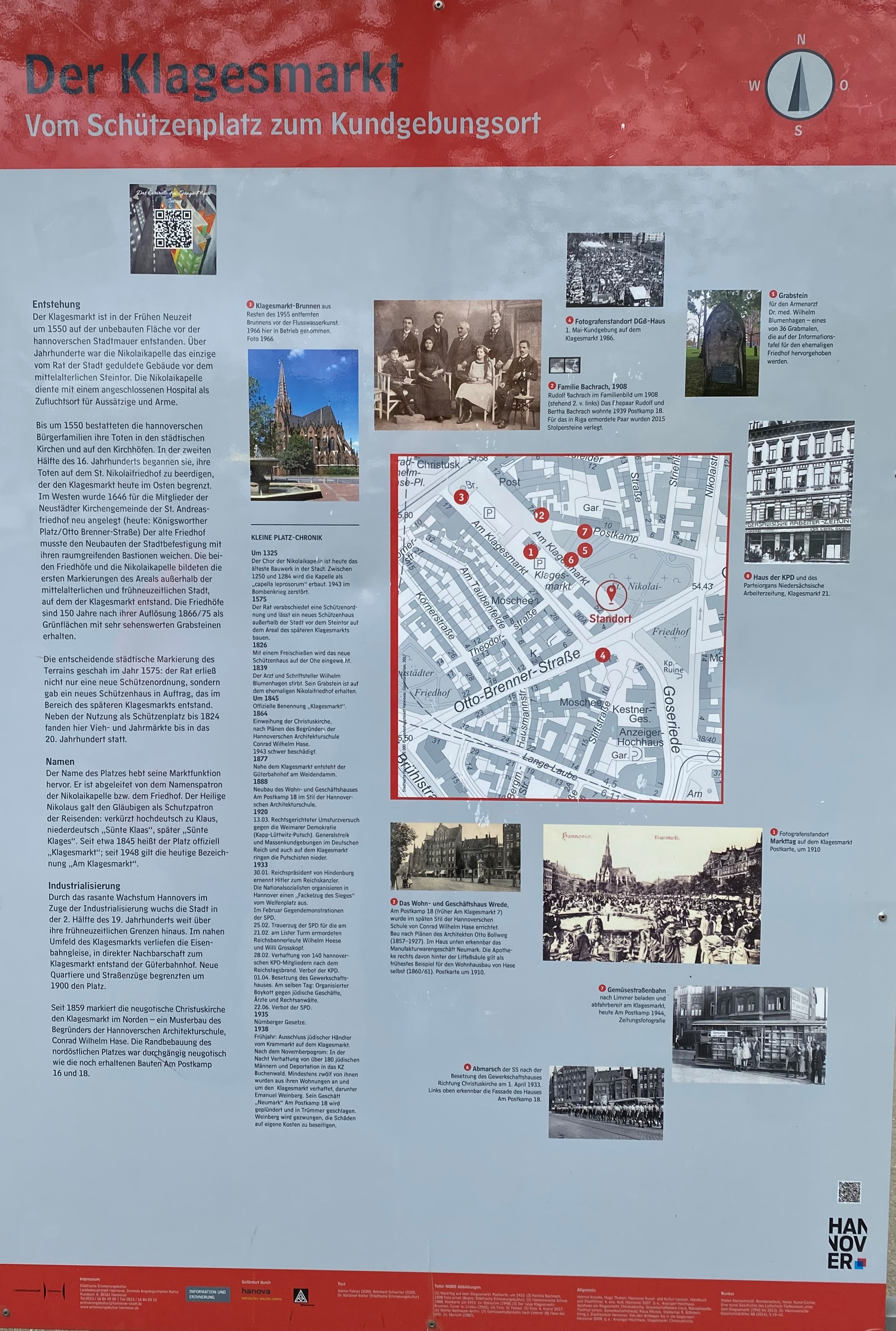
Infotafel (Teil 1) am Klagesmarkt

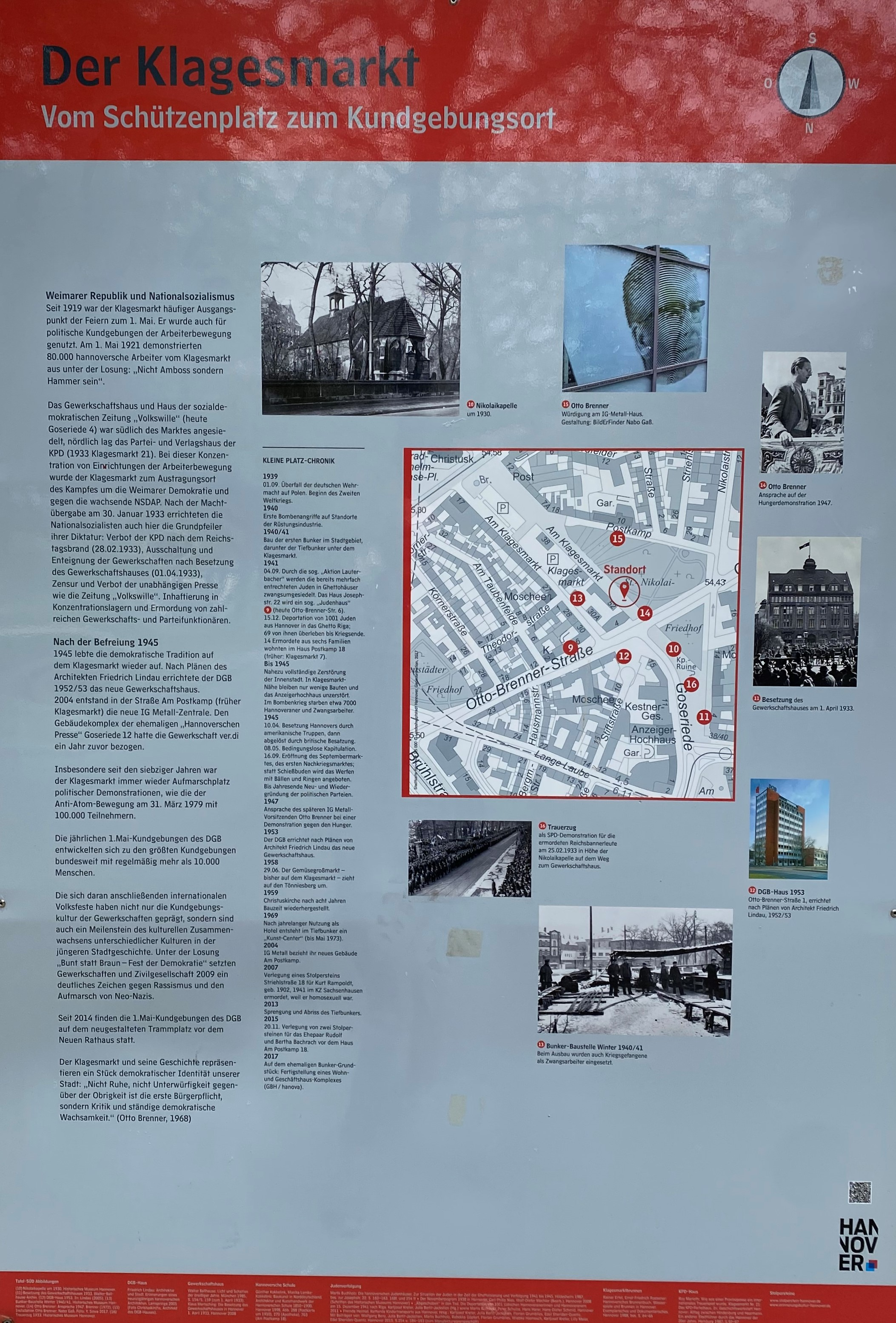
Infotafel (Teil 2) am Klagesmarkt

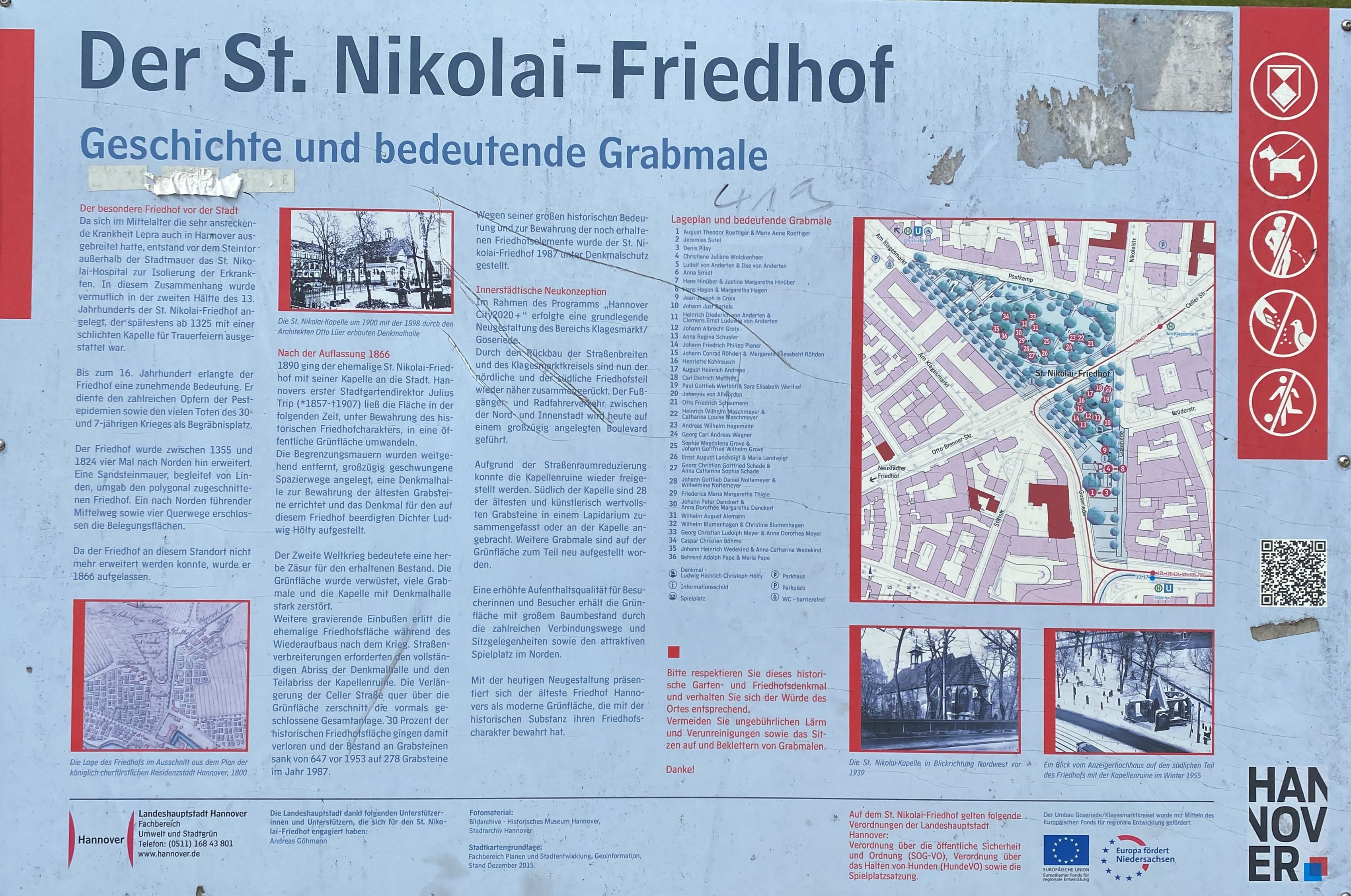
Infotafel (Teil 3) am Klagesmarkt

Teil 1 und 2 stehen unter dem Titel "Vom Schützenplatz zum Kundgebungsort". Teil 3 erläutert den nahegelegenen St.-Nikolai-Friedhof.